# Noah Munck
Noah Bryant Munck (Orange County, 3 mei 1996) is een Amerikaans acteur, onder andere bekend door zijn rol als Gibby in de Nickelodeon televisieserie iCarly. Hij is ook te zien geweest in The Rainbow Tribe, American Body Shop, All of Us en 1321 Clover. Een gastrol had hij in Wizards of Waverly Place.

## Filmografie
- Sam & Cat (2013)
- Swindle (2013)
- Nicky Deuce (2013)
- Bad Teacher (2011)
- All About Steve (2009)
- Sunday! Sunday! Sunday! (2008)
- iCarly (2007-2010 als nevenpersonage, 2010-2012 als hoofdpersonage)
- Anywhere But Home (2008)
- Wizards of Waverly Place (2008)
- The Rainbow Tribe (2008)
- American Body Shop (2007)
- All of Us (2007)
- 1321 Clover (2007)